# Repräsentatives Kunstensemble der Polnischen Armee
Das Repräsentative Kunstensemble der Polnischen Armee (poln.: Reprezentacyjny Zespół Artystyczny Wojska Polskiego (RZAWP)) ist ein Ensemble der Polnischen Armee, das in Form eines Musiktheaters polnische Volkstraditionen und den Ruhm der Armee pflegt. Es übernimmt bei polnischen Staatsakten sowie historischen und patriotischen Staatsjubiläen Polens die künstlerische Gestaltung und gastiert im In- und Ausland regelmäßig mit einer Vielzahl an Konzerten, Performances und sonstigen künstlerischen Darbietungen. Es führt patriotische, historische und religiöse Lieder aus Polen auf und verfügt über ein reichhaltiges Opern-, Operetten- und Musical-Repertoire. Seit 1985 befindet sich der Sitz des Ensembles in Kamienica sowie im Palast der Warschauer Jägergesellschaft an der Ulica Kredytowa 7 in Warschau.

## Geschichte
Das Repräsentative Kunstensemble der Polnischen Armee geht auf die Tradition der Theater- und Bühnenensembles an den Theatern der Zweiten Polnischen Republik zurück. In den Jahren 1950–1958 trat es unter dem Namen Lieder- und Tanzensemble der Polnischen Armee, in den Jahren 1958–1989 als Zentrales Kunstensemble der Polnischen Armee auf. Seit 1989 trägt es den heutigen Namen Repräsentatives Kunstensemble der Polnischen Armee. Im Jahr 2004 wurde dem Kunstensemble das Konzertorchester der Polnischen Armee "Stanisław Moniuszko" angeschlossen.
Zahlreiche Künstler arbeiteten bereits mit dem Repräsentativen Kunstensemble der Polnischen Armee, darunter Andrzej Hiolski, Bernard Ładysz, Ryszarda Racewicz, Bogusław Morka, Leszek Świdziński, Iwona Hossa, Leonard Jakubowski, Grzegorz Markowski, Zbigniew Czeski, Józef Grubowski, Jerzy Gruza, Bogdan Augustyniak, Maryla Rodowicz, Czesław Niemen, Ryszarda Hanin, Ludwik Sempoliński und Conrad Drzewiecki.
Derzeit besteht das Repräsentative Kunstensemble der Polnischen Armee aus Solisten, Chor, Ballett, Sinfonie- und Konzertorchester. Es hat über 600 patriotische Lieder im Repertoire, verfügt über 1.500 Kostüme aus verschiedenen Epochen und besitzt historisch authentische Schuss- und Blankwaffen. Es bewältigt circa 200 Konzerte jährlich. Seit 2006 ist Adam Martin Künstlerischer Leiter des Repräsentativen Kunstensembles der Polnischen Armee.

## Auszeichnungen
Das Repräsentative Kunstensemble der Polnischen Armee erhielt folgende Auszeichnungen:
- „Złoty Medal Opiekuna Miejsc Pamięci Narodowej“ – zivile Auszeichnung des Rates zum Schutz von Kampf und Martyrium
- „Benemerenti“-Diplom – Auszeichnung des Polnischen Militärordinariats
- „Wybitny Polski Eksporter“ – Auszeichnung der Redaktion „Rynki Zagraniczne“
- „Prometeusz“ – Auszeichnung der polnischen Bühne für herausragende Verdienste als Künstler in Polen und der Welt

## Tonträger
- Żołnierskie kolędowanie, Wydawnictwo Muzyczne Caritas Wojskowej Polskiego, Polen CD
- Do Ciebie Polsko, Caritas Ordynariatu Polowego Wojska Polskiego, Kraków 2005, CD, PL: ×3Dreifachplatin [1]
- Pieśń Ojczysta, Caritas Ordynariatu Polowego Wojska Polskiego, Kraków 2009, CD
- Hymny i pieśni Polskie, Caritas Ordynariatu Polowego Wojska Polskiego, Polen 2013, CD, PL: ×2Doppelplatin